# Marcos Tébar
Marcos Tébar Ramiro (ur. 7 lutego 1986 w Madrycie) – hiszpański piłkarz występujący na pozycji pomocnika w UE Llagostera.